# Doulting

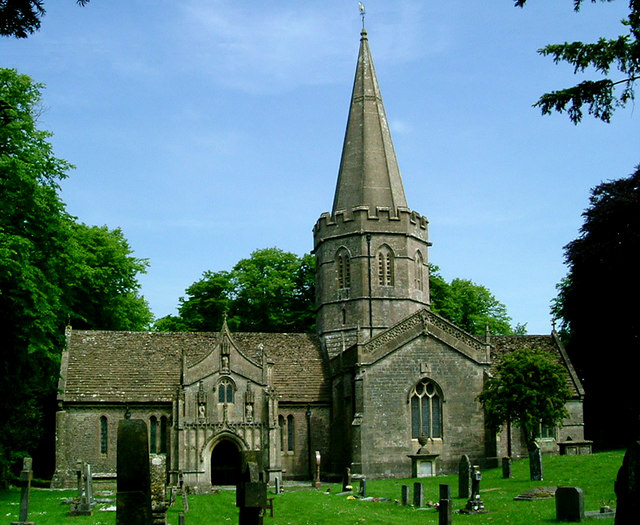
L'église de Doulting.

Doulting est un village et une paroisse civile du Somerset, en Angleterre. Il est situé dans le district de Mendip, à deux kilomètres à l'est de la ville de Shepton Mallet sur la route A361.
Le village est associé au culte d'Aldhelm de Sherborne, un moine et évêque du VIIe siècle. L'église du village (monument classé de grade I), construite au XIIe siècle, lui est dédiée.
Les carrières de calcaire de Doulting (en) sont réputées. Ce calcaire, exploité depuis l'époque romaine, a été utilisé pour la construction de la cathédrale Saint-André de Wells et se retrouve dans les bâtiments de nombreux villages de la région.